# Peter Kaldheim
Peter Kaldheim (Nuevo Hampshire, 13 de febrero de 1949 - Barcelona, 27 de octubre de 2023) fue un escritor y editor estadounidense.

## Biografía
Estaba licenciado en literatura inglesa por la Universidad de Dartmouth. Desarrolló su carrera en el mundo editorial de Nueva York durante los años 70 y 80 del siglo XX, consiguiendo trabajo como editor en la editorial Harcourt Brace. Posteriormente, Kaldheim vio truncada su carrera como escritor y editor por su adicción a las drogas y al alcohol, que le llevó a la cárcel de la Isla Rikers, en Nueva York. Tras salir de la cárcel en los años 80, viajó por todo Estados Unidos, sin familia ni dinero, viviendo en la calle y viajando a los trenes de mercancías. Se le consideraba uno de los últimos exponentes vivos de la generación beatnik.
Kaldheim sólo publicó un libro, El viento idiota, publicado en castellano por la editorial Planeta. Se trata de una obra autobiográfica que le llevó a Barcelona en el 2020.
Murió repentinamente la noche del 27 de octubre de 2023 en la sala Cronopios de Barcelona mientras hacía un monólogo.